# Selegas
Selegas (Sèligas in sardo) è un comune italiano di 1 261 abitanti della città metropolitana di Cagliari, nella subregione della Trexenta.

## Storia
L'area fu abitata in epoca nuragica e romana, per la presenza nel territorio di diverse testimonianze archeologiche.
Durante il medioevo appartenne al Giudicato di Cagliari e fece parte della curatoria della Trexenta. Alla caduta del giudicato (1258) il territorio passò per breve tempo al giudicato di Arborea; il giudice Mariano II nel 1295 lasciò in eredità i territori dell'ex giudicato di Cagliari alla repubblica di Pisa, feudo dei Visconti. 

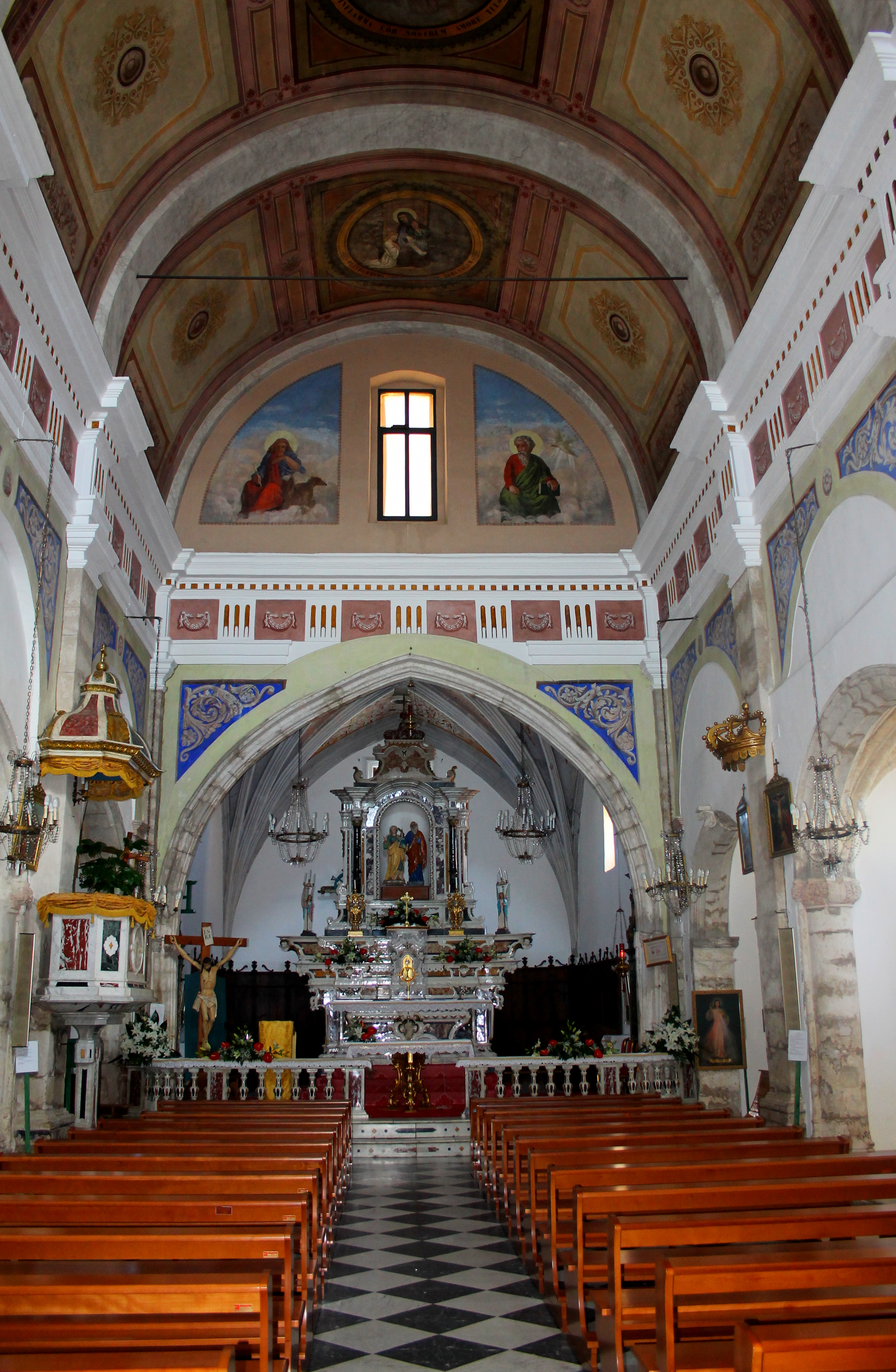
Chiesa di Sant'Anna e San Gioacchino

Nel 1324 il paese passò agli aragonesi insieme a tutti i centri delle ex curatorie di Trexenta e di Gippi; nel 1421 il villaggio, con tutti gli altri paesi della ex curatoria della Trexenta, fu dato in amministrazione a Giacomo de Besora che nel 1434 ne ottenne la concessione feudale. Nel 1497 il paese fu unito alla contea di Villasor, feudo di Giacomo de Alagón. Nel 1594 la contea fu trasformata in marchesato.
Nel 1703 il feudo venne donato da Artale de Alagón alla figlia Isabella sposata con Giuseppe da Silva. Ai Da Silva - Alagon fu riscattato nel 1839 con l'abolizione del sistema feudale.
Dal 1928 al 1946 al comune di Selegas furono aggregati i comuni di Ortacesus e Guamaggiore.

### Simboli
Lo stemma e il gonfalone sono stati concessi con decreto del presidente della Repubblica del 2 dicembre 1998.
Lo stemma si presenta tagliato: nel primo di rosso, a cinque spighe di grano, impugnate, d'oro, legate di azzurro; nel secondo di azzurro, al nuraghe d'oro, rovinato in sbarra, fondato sulla campagna di verde.
Il gonfalone è un drappo di giallo con la bordatura di azzurro.

## Società

### Evoluzione demografica
Abitanti censiti

### Lingue e dialetti
La variante di sardo parlata a Selegas è il campidanese occidentale